# Enytus oculus
Enytus oculus là một loài tò vò trong họ Ichneumonidae.